# Aiboa
Aiboa è una stazione della linea 1 della metropolitana di Bilbao.
Si trova lungo Txakursolo Kalea, nel quartiere Aiboa di Getxo.

## Storia
La stazione è stata inaugurata l'11 novembre 1995 con il primo tratto della linea 1.